# Achille Borella (Politiker, 1908)

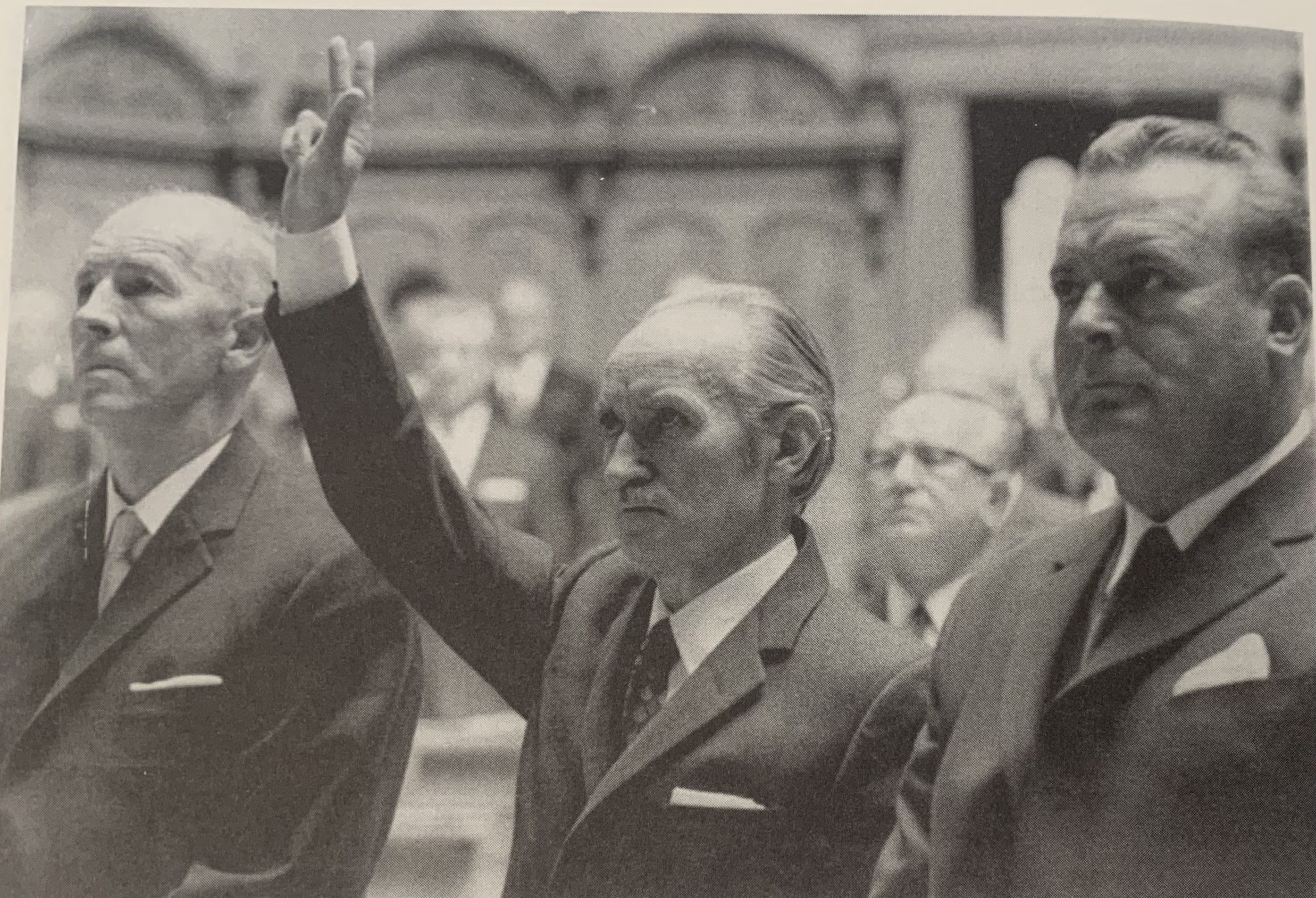
Achille Borella bei der Verteidigung als Nationalrat

Achille Borella (* 27. Februar 1908 in Mendrisio; † 27. Januar 1988 ebenda; heimatberechtigt ebenda) war ein Schweizer Jurist und Politiker (liberal-radikale Partei).

## Leben
Borella war der Enkel des gleichnamigen Politikers Achille Borella. Er schloss 1934 ein Studium der Rechtswissenschaften in Bern ab und wurde Anwalt. Zudem war er Sekretär und Präsident der Tessiner Tabakindustriellen.
In Mendrisio war Borella von 1948 bis 1956 Mitglied der Legislative und von 1956 bis 1972 der Exekutive. Von 1944 bis 1971 war er Mitglied des Tessiner Grossrates, den er 1964 präsidierte. Zudem sass er in den Jahren 1962/1963, von 1965 bis 1967 und 1971 im Nationalrat.